# Starachowicki Batalion Obrony Terytorialnej
Starachowicki Batalion Obrony Terytorialnej im. Ludowych Partyzantów Ziemi Iłżeckiej – pododdział obrony terytorialnej ludowego Wojska Polskiego.

## Formowanie i zmiany organizacyjne
Starachowicki Batalion Obrony Terytorialnej został sformowany na podstawie zarządzenia szefa Sztabu Generalnego WP Nr 0217/Org. z dnia 17 października 1966 roku oraz zarządzenia szefa Sztabu Warszawskiego Okręgu Wojskowego Nr 106/Org. z dnia 21 października 1966 roku.
Jednostka została zorganizowana według etatu batalionu OT kategorii „C”, na terenie Zakładów Górniczo-Hutniczych „Zębiec”, usytuowanych w lesie, na wschód od drogi krajowej nr 9, na odcinku Ostrowiec Świętokrzyski-Iłża.
W dniu 1 maja 1970 roku na ewidencji batalionu znajdowało się 303 żołnierzy, w tym 13 oficerów zawodowych i 9 oficerów rezerwy oraz 16 podoficerów zawodowych, 32 podoficerów zasadniczej służby wojskowej i 233 szeregowych.
Zarządzeniem szefa Sztabu Generalnego WP Nr 080/Org. z dnia 22 grudnia 1973 roku i szefa Sztabu WOW Nr 2 z dnia 25 stycznia 1974 roku, z dniem 1 marca 1974 roku Starachowicki Batalion OT został rozformowany.

## Struktura organizacyjna
- dowództwo, sztab, sekcja polityczna, kwatermistrzostwo
- dwie kompanie piechoty
- kompania dochodząca (do lipca 1971 roku)
- pluton gospodarczy
  - drużyna gospodarcza
  - drużyna transportowa
- drużyna łączności

## Dowódcy batalionu
- kpt. Marian Dudek
- ppłk Czesław Bułtralik